# Crisomallo
Nella mitologia greca, Crisomallo era il nome di un ariete dal vello d'oro, dotato di poteri magici. Era stato generato da Poseidone e Teofane.

## Il mito
Atamante fu prima sposo di Nefele ed in seguito di Ino. Dalla prima moglie ebbe due figli: Frisso ed Elle, ma la seconda moglie non vedeva di buon occhio i due ragazzi e decise, con uno stratagemma, di condannarli a morte. Infatti con il sacrificio di Frisso sarebbe terminata, a suo dire, la carestia che colpiva il popolo. Ermes, il messaggero degli dei, aveva già donato il magico Crisomallo a Nefele. Quando la donna seppe del pericolo che minacciava i suoi figli subito lo inviò a salvarli. L'ariete, che comprendeva il linguaggio umano e sapeva volare, subito li raggiunse e li portò in salvo. Il suo vello d'oro sarà poi oggetto di disputa e l'inizio dell'impresa che Giasone compirà con gli Argonauti.